# Kim Tân (phường)
Kim Tân là một phường thuộc thành phố Lào Cai, tỉnh Lào Cai, Việt Nam.

## Địa lý
Phường Kim Tân nằm ở phía bắc thành phố Lào Cai, có vị trí địa lý:
- Phía đông giáp xã Vạn Hòa
- Phía tây giáp xã Đồng Tuyển
- Phía nam giáp phường Bắc Cường
- Phía bắc giáp phường Cốc Lếu và phường Lào Cai.

Phường Kim Tân có diện tích 2,59 km², dân số năm 2019 là 18.124 người, mật độ dân số đạt 6.998 người/km².

## Hành chính
Phường Kim Tân được chia thành 36 tổ dân phố đánh số từ 1 đến 36.

## Lịch sử
Trước đây, Kim Tân là một tiểu khu thuộc thị xã Lào Cai.
Trong chiến tranh biên giới năm 1979, xã Đồng Tuyển và 3 tiểu khu Cốc Lếu, Duyên Hải, Kim Tân trở thành vành đai trắng nên bị giải thể. Tháng 4 năm 1982, xã Đồng Tuyển được tái lập, bao gồm cả địa bàn các tiểu khu Cốc Lếu, Duyên Hải, Kim Tân trước đây. Đến năm 1992, tiểu khu Kim Tân được tái lập từ một phần diện tích và dân số của xã Đồng Tuyển.
Ngày 3 tháng 6 năm 1993, Chính phủ ban hành Nghị định số 31/CP về việc thành lập các phường thuộc thị xã Lào Cai. Theo đó, tiểu khu Kim Tân trở thành phường Kim Tân.
Ngày 30 tháng 11 năm 2004, phường Kim Tân thuộc thành phố Lào Cai mới thành lập.
Đến năm 2019, phường Kim Tân có diện tích 2,45 km², dân số là 17.439 người, mật độ dân số đạt 7.118 người/km².
Ngày 11 tháng 2 năm 2020, Ủy ban Thường vụ Quốc hội ban hành Nghị quyết số 896/NQ-UBTVQH14 về việc sắp xếp các đơn vị hành chính cấp huyện, cấp xã thuộc tỉnh Lào Cai (nghị quyết có hiệu lực từ ngày 1 tháng 3 năm 2020). Theo đó, điều chỉnh 0,14 km² diện tích tự nhiên và 685 người của phường Cốc Lếu vào phường Kim Tân.
Sau khi điều chỉnh, phường Kim Tân có diện tích 2,59 km², dân số là 18.124 người.